# Нико Миљанић
Нико Миљанић (1892 — 1957), доктор медицине, професор хирургије и анатомије Медицинског факултета и први председник ЦАСНО-а.

## Биографија
Рођен је 1892. године на Цетињу. Потиче из угледне лекарске породице из Бањана, отац му је био Петар Миљанић.
Завршио је Медицински факултет у Паризу и као добровољац учествовао је у Првом светском рату. Био је један од оснивача Медицинског факултета Универзитета у Београду и његов професор од 1921. године.
Био је један од оснивача Друштва "Свети Василије Острошки" 1934. године у Београду, које је исте године отворило истоимену болницу.
Учесник је Народноослободилачке борбе од 1942. године. Био је члан Антифашистичког већа народног ослобођења Југославије (АВНОЈ), председник Земаљског антифашистичког вијећа народног ослобођења Црне Горе и Боке (ЗАВНОЦГБ), од 15. новембра 1943. до 14. јула 1944. године и председник Црногорске антифашистичке скупштине народног ослобођења (ЦАСНО), од 14. јула 1944. до 21. новембра 1946. године.
После Другог светског рата поново се посветио медицини и раду на Медицинском факултету у Београду. Објавио је већи број научних радова. Био је члан Француске хируршке академије. Одликован је Легијом части и Орденом народног ослобођења.
Био је ожењен Радмилом, ћерком Андре Николића и Миле рођ. Димић. Имао је синове Душка, Милоша и Петра и посинка Светозара Глигорића.
Умро је 20. октобра 1957. године у Мексику, где је присуствовао Интернационалном конгресу хирурга.
Анатомски институт Медицинског факултета у Београду и болница у Никшићу носе његово име.